# モリシー地域
モリシー地域（モリシーちいき、仏：Mauricie）はカナダ・ケベック州の地方行政区の1つ。サン・モーリス川とセントローレンス川の交わる地域にある。モリシー国立公園はこの地域に含まれる。

## 行政区分
郡（MRC、municipalité régionale de comté）に属さない単一層自治体としての3市と、3つの上層自治体（郡）と47の下層自治体（Municipalités、市町村）がある。

### 独立市
- トロワ・リヴィエール（Trois-Rivières）
- シャウィニガン（Shawinigan）
- ラ・トゥーク（La Tuque）

### 郡と主な市町村
- レ・シュノー郡（Les Chenaux）
- マスキノンジェ郡（Maskinongé）
  - ルイーズヴィル（Louiseville）
- メキナック郡（Mékinac）
  - サンティット（Saint-Tite）